# Crioprosopus cacicus
Crioprosopus cacicus là một loài bọ cánh cứng trong họ Cerambycidae.